# Susanne Baumann

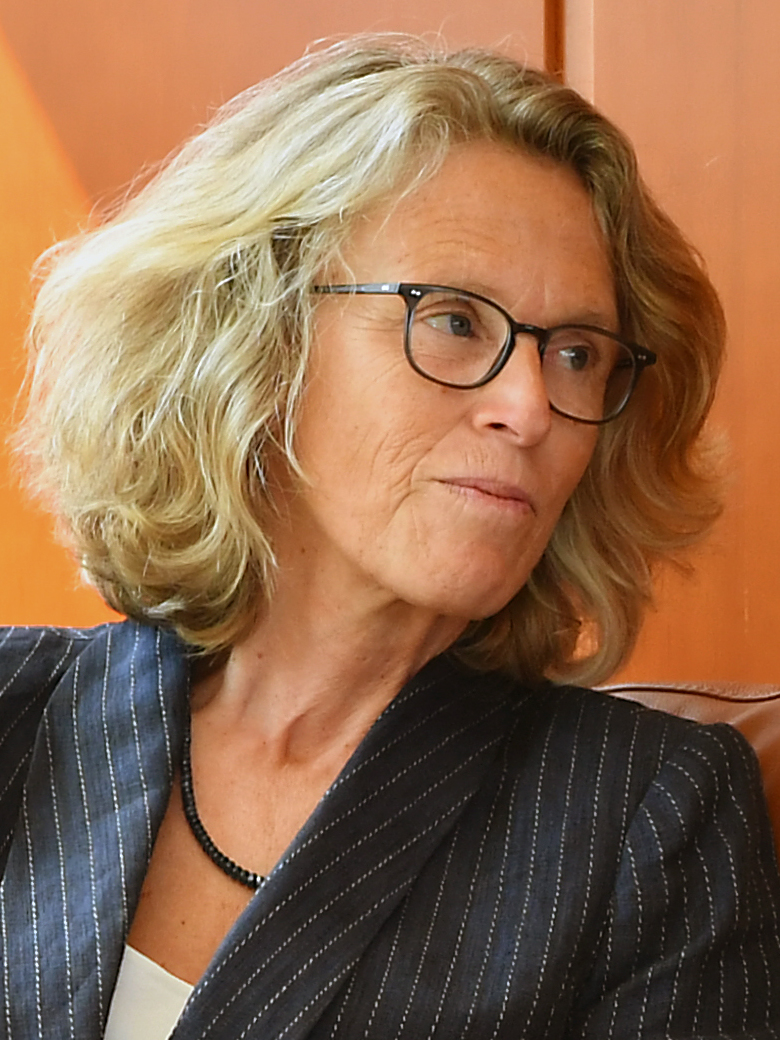
Susanne Baumann (2020)

Susanne Baumann (* 16. März 1965 in Singen am Hohentwiel) ist eine deutsche Diplomatin. Sie war von 2018 bis 2021 Beauftragte der Bundesregierung für Fragen der Abrüstung und Rüstungskontrolle und von 2021 bis 2025 Staatssekretärin des Auswärtigen Amtes.

## Leben

### Ausbildung
Baumann machte von 1984 bis 1987 eine Ausbildung im gehobenen Auswärtigen Dienst und schloss diese als Diplom-Verwaltungswirtin ab. Danach war sie in verschiedenen Verwendungen in Bonn, Paris, Miami, Dakar, Tiflis tätig und ging teilweise einem berufsbegleitenden Studium der Rechtswissenschaften nach. Anschließend studierte sie von 1990 bis 1992 Rechtswissenschaften an der Rheinischen Friedrich-Wilhelms-Universität Bonn.

### Laufbahn
Sie trat 1993 in den höheren Auswärtigen Dienst ein und arbeitete zunächst von 1994 bis 1995 im Arbeitsstab „Zukunftsperspektiven Auswärtiger Dienst“ im Auswärtigen Amt. Anschließend war sie von 1995 bis 1998 die Ständige Vertreterin in der Botschaft Phnom Penh in Kambodscha. Danach war sie von 1998 bis 2002 im Öffentlichkeitsreferat des Auswärtigen Amtes tätig und übernahm von 1999 bis 2002 zudem die Leitung des Koordinierungsbüros der Bundesregierung in Prizren, Kosovo. Von 2002 bis 2006 übernahm sie Aufgaben in der Botschaft Kuala Lumpur in Malaysia, von 2006 bis 2010 im Parlaments- und Kabinettsreferat des Auswärtigen Amtes sowie von 2010 bis 2011 als politische Beraterin des Leiters des Einsatzführungsstabes des Bundesministeriums der Verteidigung.
Im Jahr 2011 stieg sie zur Leiterin des Referates für nukleare Abrüstung, Rüstungskontrolle und Nichtverbreitung im Auswärtigen Amt auf. Sie wechselte 2013 in das Bundeskanzleramt und leitete dort das Referat für Sicherheits- und Abrüstungspolitik; Bilaterale Beziehungen zu den USA, Kanada; Nord-, West- und Südeuropa sowie zur Türkei.
Als Stellvertretende Beauftragte der Bundesregierung für Fragen der Abrüstung und Rüstungskontrolle kehrte sie 2018 in das Auswärtige Amt zurück. Von Ende Juli 2018 bis Dezember 2021 war sie unter Bundesminister Heiko Maas (SPD) im Amt einer Ministerialdirektorin die Beauftragte der Bundesregierung für Fragen der Abrüstung und Rüstungskontrolle mit der Amtsbezeichnung Botschafterin sowie Leiterin der Abteilung für internationale Ordnung, Vereinte Nationen und Rüstungskontrolle des Auswärtigen Amtes, sowie als solche beratendes Mitglied des Bundessicherheitsrates.
Am 8. Dezember 2021 wurde Baumann unter Bundesministerin Annalena Baerbock (Bündnis 90/Die Grünen) zur Staatssekretärin des Auswärtigen Amtes ernannt. Im Zuge der Bildung des Kabinetts Merz am 6. Mai 2025 schied sie aus dem Amt der Staatssekretärin aus.
Medienrecherchen besagen, dass Baerbock und Baumann sich für weniger strenge Überprüfungen bei der Vergabe von humanitären Visa für Afghanen eingesetzt haben. Baumann, in deren Zuständigkeit die Rechts- und Visa-Angelegenheiten lagen, sei in die geplante Personalentscheidung in Bezug auf remonstrierende Mitarbeiter der zuständigen Botschaft Islamabad eingebunden gewesen.